# Civetkatten
Civetkatten (Viverra) zijn een geslacht van kleine, slank gebouwde roofdieren die voorkomen in Zuidoost-Azië. De wetenschappelijke naam van het geslacht werd in 1758 gepubliceerd door Carl Linnaeus in de tiende editie van Systema naturae.

## Kenmerken
Hoewel ze overwegend op een kat lijken, is hun snuit langer en puntiger, zoals van een otter of een mangoest. Een civetkat kan (gemeten zonder staart) 40 tot 70 centimeter lang worden, en weegt 1 tot 5 kg.

## Habitat
Hun favoriete plekjes zijn bossen, savanne, berggebieden maar vooral het tropisch regenwoud. Sommige soorten worden bedreigd door het verlies van hun natuurlijke habitat.

## Voedsel
Civetkatten zijn alleseters, die hun vleesmaaltijd aanvullen met fruit, eieren, vis en insecten.

## Bedreigingen
In sommige parfums gebruikt men de sterk ruikende afscheiding uit een klier bij de anus, civet genoemd. Dit is te vergelijken met muskus van het muskushert. Om de civet te verzamelen, moeten de klieren leeggeschraapt worden, wat voor het dier een erg pijnlijk proces is. In de historische roman Het stinkende goud (2016) van Hans van Cuijlenborg, die zich afspeelt in de 17de eeuw, worden de handel in civetkatten en het zogenaamde "civettrekken" uitvoerig beschreven.
Het vlees van de civetkat wordt gegeten door de mens. 
De civetkat wordt ook in verband gebracht met de verspreiding/oorzaak van gevaarlijke virusinfecties, zoals SARS en het Wuhan-coronavirus, waardoor veel dieren in gevangenschap afgemaakt moeten worden.

## Civetkoffie
Kopi loewak of civetkoffie is een van de duurste koffiesoorten ter wereld. De hoge prijs wordt niet veroorzaakt doordat de gebruikte koffiebessen zelf zo zeldzaam zijn, maar door het zeer speciale productieproces. Nadat de rauwe, rode koffiebessen door de civetkat worden opgegeten en het vruchtvlees wordt verteerd, blijft de pit min of meer intact en passeert het maag-darmkanaal. De enzymen van hun spijsvertering veranderen de structuur van de eiwitten in de koffiebonen, wat de zurigheid laat afnemen en zorgt voor een zachter kopje koffie. De pitten worden hierna teruggevonden in de ontlasting van de loewak. Kopi is het Indonesische woord voor "koffie" en loewak is de lokale naam voor een civetkatachtige.

## SARS en het Wuhan-coronavirus
In 2002 werd China getroffen door een SARS-epidemie. SARS is een op griep lijkende ziekte. Op 30 mei 2003 meldde de NRC dat een coronavirus, dat identiek is aan de veroorzaker van SARS, gevonden was in de civetkat. De civetkat wordt in Zuid-China gezien als delicatesse en was in 2003 volgens de WHO de bron van SARS bij de mens. In januari 2004 verbood de Chinese provincie Guangdong daarom tijdelijk de verkoop van civetkatten én beval het om alle dieren in gevangenschap te slachten. Eveneens in januari 2004 kondigden de Verenigde Staten een embargo aan tegen de import van civetkatten.
Het eten en verhandelen van (levende) civetkatten wordt ook verband gebracht met de uitbraak van het Wuhan-coronavirus in 2019/2020, ook een op griep lijkende ziekte die verwant is aan SARS. In 2019 reageerde de Chinese overheid sneller, door de handel, bezit en nuttiging van de civetkat te verbieden.

## Soorten
Het geslacht omvat de volgende soorten:
- † Viverra leakeyi
- Viverra tainguensis
- Ondergeslacht Moschothera
  - Viverra civettina – Malabarcivetkat
  - Viverra megaspila – Grootvlekkige civetkat
- Ondergeslacht Viverra
  - Viverra tangalunga – Maleise civetkat
  - Viverra zibetha – Indische civetkat

De Afrikaanse civetkat (Civettictis civetta) wordt ook soms tot dit geslacht gerekend.